# Insane in the Brain
Insane in the Brain è un noto singolo del gruppo hip hop statunitense Cypress Hill, contenuto nel loro secondo album Black Sunday pubblicato il 22 giugno 1993. È uno dei loro maggiori successi che ha raggiunto alte posizioni in classifica anche in Europa. Il pezzo è un misto di generi tra l'hip hop/rock e il latin rap, che si contraddistingue dal classico rap americano.

## Video musicale
Il video musicale è stato girato a San Francisco nella grande discoteca del DNA Lounge, vede i Cypress Hill eseguire il pezzo davanti a una folla di ragazzi che cantano e saltano a ritmo di musica.

## Tracklist
1. "Insane In the Brain" (Album Edit) 03:29
2. "Insane In the Brain" (Radio Edit) 03:32
3. "Insane In the Brain" (Video Edit) 03:26